# Championnat de l'État indépendant de Croatie de football 1941
Navigation
Saison précédente Saison suivante
La saison 1941 du Championnat de Croatie de football appelée Championnat de l'État indépendant de Croatie de football 1941 est une édition spéciale de la première division croate. 
Ce tournoi est organisé par la fédération croate de football. Cette édition est particulière car il s'agit de la première édition organisée par la fédération croate, sous l'État indépendant de Croatie. Elle se déroule sous la forme d'un championnat.
Le Građanski est déclaré champion.

## Classement
| Rang | Club                   | J | V | N | D | Bp | Bc | Diff | Pts |
| ---- | ---------------------- | - | - | - | - | -- | -- | ---- | --- |
| 1    | Građanski Zagreb       | 8 | 7 | 0 | 1 | 41 | 10 | +31  | 14  |
| 2    | HŠK Concordia Zagreb   | 8 | 6 | 1 | 1 | 33 | 9  | +24  | 13  |
| 3    | HŠK Željezničar Zagreb | 8 | 5 | 2 | 1 | 16 | 12 | +4   | 12  |
| 4    | HŠK Zrinjski Mostar    | 8 | 4 | 1 | 3 | 16 | 19 | -3   | 9   |
| 5    | HAŠK Zagreb            | 8 | 3 | 1 | 4 | 25 | 14 | +11  | 7   |
| 6    | HRSK Zagorac Varaždin  | 8 | 2 | 2 | 4 | 13 | 14 | -1   | 6   |
| 7    | HŠK Hajduk Osijek      | 8 | 3 | 0 | 5 | 12 | 27 | -15  | 6   |
| 8    | DSV Victoria Zemun     | 8 | 2 | 1 | 5 | 12 | 33 | -21  | 5   |
| 9    | SAŠK Sarajevo          | 8 | 0 | 0 | 8 | 0  | 30 | -30  | 0   |

## Effectif du club champion
Prvi hrvatski Građanski športski klub (Zagreb) : Milan Antolković, Branko Pleše, Franjo Wölfl, August Lešnik, Florijan Matekalo, Ernest Dubac, Miroslav Brozović, Mirko Kokotović, Ivan Jazbinšek, Zvonimir Cimermančić, Emil Urch (entraîneur : Márton Bukovi)

## Bilan de la saison
| Tableau d'Honneur                  |           |
| Compétition                        | Vainqueur |
| Championnat de Croatie de football | Građanski |